# Sótnik
O sotnik ou sótnik (em russo:  сотник, em ucraniano:  сотник) é um oficial que comanda uma centúria de cossacos. Posto equivalente ao de segundo-tenente.